# بانبور فرخينوند (مقاطعة تشرداول)
بانبور فرخينوند (بالفارسية: بانبور فرخینوند) هي قرية تقع في قسم بيجنوند الريفي (مقاطعة تشرداول) في إيران. يقدر عدد سكانها بـ 0 نسمة بحسب إحصاء 2016.